# Aeroportul Xinzhou Wutaishan
Aeroportul Xinzhou Wutaishan (IATA: WUT, ICAO: ZBXZ) este un aeroport din Dingxiang County⁠(d), Xinzhou⁠(d), Shanxi, Republica Populară Chineză ce deservește zona Xinzhou⁠(d). Aeroportul a fost tranzitat în 2022 de 166.032 de pasageri. A fost deschis în 26 decembrie 2015.
aeroportul dispune de o singură pistă.